# Список населённых пунктов Вашкинского района Вологодской области
Население Вашкинского района составляет 9,3 тыс. человек. В состав района входят 10 сельских поселений.
Ниже приведён список всех населённых пунктов района с указанием кодов ОКАТО и почтовых индексов. Жирным шрифтом выделены центры поселений. Также перечислены все почтовые отделения в соответствующих населённых пунктах.

## Андреевское сельское поселение
- 19 212 804 002 / 161262 деревня Алешково
- 19 212 804 003 / 161262 деревня Алферовская
- 19 212 804 001 / 161262 деревня Андреевская
- 19 212 804 004 / 161262 деревня Аниково
- 19 212 824 002 / 161273 деревня Антропово
- 19 212 804 005 / 161262 деревня Аншевская
- 19 212 804 006 / 161262 деревня Афанасьевская
- 19 212 824 003 / 161270 деревня Большая Чаготма
- 19 212 804 007 / 161262 деревня Борисово
- 19 212 824 004 / 161273 деревня Босово
- 19 212 804 008 / 161262 деревня Гавриловская
- 19 212 804 010 / 161250 деревня Гора
- 19 212 804 011 / 161262 деревня Гридино
- 19 212 804 009 / 161262 деревня Гришинская
- 19 212 804 012 / 161262 деревня Давыдово
- 19 212 824 005 / 161270 деревня Еськино
- 19 212 804 013 / 161262 деревня Занино
- 19 212 804 014 / 161262 деревня Кононово
- 19 212 824 006 / 161270 деревня Кузнечиха
- 19 212 804 015 / 161262 деревня Логиново
- 19 212 824 007 / 161270 деревня Малая Чаготма
- 19 212 804 016 / 161262 деревня Марково
- 19 212 824 008 / 161273 деревня Матвеева Гора
- 19 212 824 009 / 161273 деревня Мосеево п/о 161273
- 19 212 804 017 / 161262 деревня Мытник
- 19 212 804 018 / 161262 деревня Нестерово
- 19 212 824 010 / 161273 деревня Нефедово
- 19 212 824 011 / 161273 деревня Никоново или Никаново
- 19 212 824 001 / 161270 деревня Остров п/о 161270
- 19 212 804 019 / 161262 деревня Панино
- 19 212 804 020 / 161262 посёлок Первомайский п/о 161262
- 19 212 804 021 / 161262 деревня Поповка-Пушторская или Пушторская
- 19 212 824 012 / 161270 деревня Потетюево
- 19 212 804 023 / 161262 деревня Сапогово
- 19 212 804 022 / 161262 деревня Становая
- 19 212 804 024 / 161262 деревня Тимино
- 19 212 804 026 / 161262 деревня Тимошино
- 19 212 824 013 / 161273 деревня Трошино
- 19 212 804 025 / 161262 деревня Турзино
- 19 212 804 027 / 161262 деревня Угловая
- 19 212 804 029 / 161262 деревня Федоровская
- 19 212 804 028 / 161262 деревня Филимоново
- 19 212 804 030 / 161262 деревня Филиппово
- 19 212 804 031 / 161261 деревня Фомино
- 19 212 804 032 / 161262 деревня Холмок
- 19 212 804 033 / 161262 деревня Чесноково
- 19 212 824 014 / 161273 деревня Шугино

## Васильевское сельское поселение
Почтовые индексы 161250, 161255 и др.
- 19 212 808 002 / 161252 деревня Берниково
- 19 212 808 004 / 161250 деревня Большой Двор
- 19 212 808 003 / 161250 деревня Борок
- 19 212 808 005 деревня Ботыгино
- 19 212 808 001 / 161250 деревня Васильевская
- 19 212 808 006 / 161250 деревня Вашки
- 19 212 808 007 село Вашкозерки
- 19 212 808 009 / 161265 деревня Верхнее Хотино
- 19 212 808 008 / 161255 деревня Веснино
- 19 212 808 010 / 161255 деревня Гаврино
- 19 212 808 011 / 161255 деревня Глухарево
- 19 212 808 012 / 161250 деревня Гора
- 19 212 808 013 / 161255 деревня Естошево
- 19 212 808 014 / 161250 деревня Конечная
- 19 212 808 015 / 161255 деревня Коровино
- 19 212 808 016 / 161255 деревня Левинская
- 19 212 808 017 деревня Липник
- 19 212 808 018 / 161250 деревня Логиново
- 19 212 808 019 / 161250 деревня Лукьяново
- 19 212 808 020 деревня Лутьяново
- 19 212 808 021 / 161250 деревня Митрофаново
- 19 212 808 022 / 161255 деревня Мыс
- 19 212 808 023 / 161265 деревня Нижнее Хотино
- 19 212 808 024 деревня Ново
- 19 212 808 025 / 161255 деревня Останинская
- 19 212 808 026 / 161255 деревня Пиньшино п/о 161255
- 19 212 808 028 / 161253 деревня Поповка Мунская
- 19 212 808 027 / 161253 деревня Поповка-Волоцкая
- 19 212 808 029 / 161250 деревня Поповское
- 19 212 808 030 деревня Порожки
- 19 212 808 031 / 161250 деревня Речаково
- 19 212 808 032 / 161275 деревня Скоково
- 19 212 808 033 / 161255 деревня Торопунино
- 19 212 808 034 / 161255 деревня Устье
- 19 212 808 035 / 161250 деревня Шульгино
- 19 212 808 036 / 161250 деревня Щукино
- 19 212 808 037 деревня Якушево

## Ивановское сельское поселение
Почтовый индекс 161271 (кроме отдельно отмеченных).
- 19 212 812 002 деревня Аверино
- 19 212 812 003 деревня Алёшино
- 19 212 812 004 деревня Зуево
- 19 212 812 001 деревня Ивановская п/о 161271
- 19 212 812 005 деревня Ларино
- 19 212 812 006 деревня Малеево
- 19 212 812 007 деревня Маньково
- 19 212 812 008 деревня Матвеевская
- 19 212 812 009 деревня Мытчиково
- 19 212 812 010 посёлок Октябрьский п/о 161272
- 19 212 812 011 деревня Савалиха индекс 161265
- 19 212 812 012 деревня Семёновская
- 19 212 812 013 деревня Трифаново
- 19 212 812 014 деревня Ушаково

## Киснемское сельское поселение
- 19 212 816 002 / 161253 деревня Аксентьево
- 19 212 816 003 / 161254 деревня Берег
- 19 212 816 004 / 161253 деревня Васильево
- 19 212 816 005 / 161253 деревня Волково
- 19 212 816 007 / 161252 деревня Гаврилово
- 19 212 816 008 / 161255 деревня Гаврилово-2
- 19 212 816 009 / 161252 деревня Грикшино
- 19 212 816 010 / 161252 деревня Данькино
- 19 212 816 011 / 161253 деревня Демидово
- 19 212 816 012 / 161254 деревня Дерягино
- 19 212 816 013 / 161254 деревня Домантово
- 19 212 816 014 / 161253 деревня Дудрово
- 19 212 816 015 / 161252 деревня Задняя
- 19 212 816 016 / 161253 деревня Иевлево
- 19 212 816 017 / 161254 деревня Истомино
- 19 212 816 018 / 161252 село Киуй
- 19 212 816 019 / 161252 деревня Конютино
- 19 212 816 020 / 161253 деревня Коптево
- 19 212 816 021 / 161254 деревня Лунево
- 19 212 816 022 / 161253 деревня Ляпино
- 19 212 816 023 / 161253 деревня Малеево
- 19 212 816 024 деревня Маурино
- 19 212 816 025 / 161253 деревня Монастырская
- 19 212 816 026 / 161253 деревня Москвино
- 19 212 816 027 / 161265 деревня Мякишево
- 19 212 816 028 / 161254 деревня Насоново
- 19 212 816 029 / 161254 деревня Наумово
- 19 212 816 030 / 161254 деревня Паршино
- 19 212 816 034 / 161253 деревня Петухово
- 19 212 816 031 / 161252 деревня Подгорская
- 19 212 816 032 / 161252 деревня Поздино
- 19 212 816 033 / 161270 деревня Поташево
- 19 212 816 035 / 161253 деревня Рогалево
- 19 212 816 036 / 161253 деревня Рыжиково
- 19 212 816 037 / 161254 деревня Семенчево
- 19 212 816 038 / 161253 деревня Сидорово
- 19 212 816 039 / 161252 деревня Средняя
- 19 212 816 040 / 161265 деревня Сухарево
- 19 212 816 041 / 161253 деревня Тарасьево
- 19 212 816 001 / 161253 село Троицкое п/о 161253
- 19 212 816 042 / 161253 деревня Тушная Гора
- 19 212 816 043 / 161252 деревня Чертеж п/о 161252
- 19 212 816 044 деревня Щаново

## Коневское сельское поселение (Вологодская область)
Почтовый индекс 161279.
- 19 212 818 001 посёлок Новокемский п/о 161279

## Липиноборское сельское поселение
- 19 212 852 002 / 161261 деревня Дурасово
- 19 212 820 002 / 161250 посёлок Заречный
- 19 212 820 001 / 161250 село Липин Бор п/о 161250
- 19 212 852 003 / 161261 деревня Павлово
- 19 212 852 004 / 161261 деревня Переезд
- 19 212 852 001 / 161261 село Ухтома п/о 161261
- 19 212 852 005 / 161261 деревня Чисти

## Пиксимовское сельское поселение
Почтовый индекс 161275 (кроме отдельно отмеченных).
- 19 212 832 002 деревня Великий Двор индекс 161274
- 19 212 832 003 деревня Екимово
- 19 212 832 004 деревня Исаково
- 19 212 832 005 деревня Легково индекс 161274
- 19 212 832 006 деревня Максимово
- 19 212 832 007 деревня Новец
- 19 212 832 008 деревня Онево
- 19 212 832 001 деревня Пиксимово п/о 161275
- 19 212 832 009 деревня Поповка индекс 161274
- 19 212 832 010 деревня Прокино
- 19 212 832 011 деревня Ростани
- 19 212 832 012 деревня Ушаково

## Покровское сельское поселение
Почтовый индекс 161277 (кроме отдельно отмеченных).
- 19 212 836 002 деревня Васюково
- 19 212 836 003 деревня Даньшин Ручей
- 19 212 836 004 деревня Дряблое
- 19 212 836 005 деревня Калитино
- 19 212 836 006 деревня Никольское
- 19 212 836 007 деревня Новосело
- 19 212 836 001 деревня Покровское п/о 161277
- 19 212 836 008 деревня Речево
- 19 212 836 009 деревня Степаново индекс 161265
- 19 212 836 010 деревня Тимошино

## Пореченское сельское поселение
Почтовый индекс 161274.
- 19 212 840 001 посёлок Бонга п/о 161274
- 19 212 840 002 деревня Костино
- 19 212 840 003 деревня Левино
- 19 212 840 004 деревня Подгорная
- 19 212 840 005 деревня Семеновская
- 19 212 840 006 деревня Харбово

## Роксомское сельское поселение
Почтовый индекс 161265 (кроме отдельно отмеченных).
- 19 212 848 002 деревня Алферово
- 19 212 848 003 деревня Березник
- 19 212 848 004 деревня Васютино
- 19 212 848 005 деревня Веселая
- 19 212 848 006 деревня Вьюшино
- 19 212 848 007 деревня Здыхально
- 19 212 848 008 деревня Иконниково
- 19 212 848 009 деревня Ильинское индекс 161271
- 19 212 848 010 деревня Колосово
- 19 212 848 011 деревня Конево
- 19 212 848 012 деревня Мыс
- 19 212 848 013 деревня Мянда
- 19 212 848 014 деревня Никольская
- 19 212 848 001 деревня Парфеново п/о 161265
- 19 212 848 015 деревня Сальниково
- 19 212 848 016 деревня Семяновская
- 19 212 848 017 деревня Софроново индекс 161262
- 19 212 848 018 деревня Сухоежино
- 19 212 848 019 деревня Тимино
- 19 212 848 020 деревня Якунино